# Phalanger matanim
Phalanger matanim é uma espécie de marsupial da família Phalangeridae. Endêmica de Papua-Nova Guiné.